# 記號士
記號士樂隊（THE SIGN OF HUMAN）來自台灣台北的地下樂團，成立於2011年11月11日。由 主唱陳麒宇、吉他馬世灝、鼓手陳保霖（2017年離團）、貝斯林彥均四人組成。

## 簡介
記號士樂隊成立於2011年，由陳麒宇、馬世灝、陳保霖、林彥均所組成的獨立樂團。四位團員均是高中同學。團名「記號士」是取自於日本作家村上春樹的小說《世界末日與冷酷異境》中的一種虛構職業。
記號士的音樂風格，主要是實驗黑暗音樂，曾經參與各大音樂祭演出，包括野台開唱、大港開唱、月升王國。

## 作品
| 專輯類型 | 專輯資料 |
| -------- | --- |
| 合輯     | 《來做一張地社合輯吧！》 - 發行日期：2012年8月12日 - 發行公司：地下社會 - 線上發行。 - 收錄〈陰溝裡20120323 at 地下社會〉一曲。                                  |
| 合輯     | 《台北當代秋樂Mixtape》 - 發行日期：2012年10月20日 - 發行公司：台北當代藝術館                                                                                    |
| EP       | 《第一個記號》 - 發行日期：2012年12月7日 - 發行公司：re: public records - 第一張錄音室作品。 - 收錄〈陰溝裡〉、〈必經的過程〉、〈27樓大廈〉 三首創作歌曲。       |
| 合輯     | 《StreetVoice 大團精選III》 - 發行日期：2013年12月14日 - 發行公司：中子文化 - 收錄〈關上所有的燈〉一曲feat. 王榆鈞。                                             |
| 專輯     | 《為時間作過的註解》 - 發行日期：2014年7月11日 - 發行公司：re: public records - 收錄〈關上所有的燈〉、〈鎖〉、〈你妳他〉、〈為時間做過的註解〉等十一首創作歌曲。 |
| 專輯     | 《重建》 - 發行日期：2019年5月24日 - 發行公司：相知音樂 |

## 演出

### 2011年
- 12/14(三) 8:30 「首場演出」，地點：樹樂集

### 2012年
- 1/28(六) ，地點：吵年獸
- 2/01(三) 「Para-box + 記號士」，地點：地下社會
- 2/08(三) 「見證大團誕生系列」之 宣誓場－「2012年度十大新團」
- 2/12(日) 「龍年搖滾春酒趴之醉龍出海」，地點：板橋仁壽里活動中心
- 3/04(日) 「PIPE搖滾新勢力」，地點：pipe 水管音樂
- 4/29(日) 「Flower Powervol.1 - 微醺春花派對」，地點：樹樂集 Treellage Life Café
- 6/08(五) 「2012 少年維持的煩惱 城市躁動EP 夏日巡迴高雄」，地點：THE WALL 駁二
- 10/13(六) 「V.B X 22REOCRDS」，地點：PIPE Live Music
- 10/14(日) 「The Next Big Thing見證大團誕生系列之The Big Deal大團結(第四回)」，地點：Legacy Taipei 傳 音樂展演空間
- 10/20(六) 「當代秋樂節」，地點：台北當代藝術館MOCA
- 12/07(五) 「《第一個記號》EP發表會」，地點：河岸留言 西門紅樓展演館

### 2013年
- 1/13(日) 「《第一個記號》▕ O– — EP巡迴場 」，地點：THE WALL 公館
- 2/23(六) 「蛇年搖滾春酒趴之蛇形刁酒 」，地點：浮洲車站, 歡仔園里民活動中心
- 3/03(日) 「2013大港開唱」:卡魔麥舞台，地點：THE WALL 駁二
- 3/23(六) 「THE NUKE SOUND IN MY HEART 」，地點：Vicious Circle
- 4/12(五) 「昏鴉首張專輯「寓言式的深黑色風景」巡迴演唱會 」，地點：THE WALL 公館
- 4/27(六) 「古龍水時代 1976 w/ 記號士 」，地點：THE WALL 公館
- 5/26(日) 「終極戰士 之 歡迎來到__＿(貳)」，地點：地下社會
- 6/08(六) 「熱湯計劃2013：「搖滾教室演唱會」」，地點：Legacy Taipei 傳 音樂展演空間
- 7/26(五) 「小樹×Akibo的本月私選：記號士×皇后皮箱」，地點：Legacy Taipei 傳 音樂展演空間
- 8/04(日) 「2013野台開唱」:火舞台，地點：花博園區
- 9/01(日) 「Quizmaster (日本) + 記號士」，地點：Revolver Taipei
- 9/14(五) 「黑執事時代」，地點：THE WALL 公館
- 9/27(五) 「巨獸搖滾音樂祭 3.0」，地點：淡水文化園區
- 10/26(六) 「月升王國 音樂遊園祭 MOONRISE KINGDOM music & fun festival 2013」，地點：觀山河濱公園
- 12/12(四) 「The Big Landing大登陸」，地點：嘉義中正大學

### 2014年
- 2/14(五) 「I Lose My Heart To Shoegazer」，地點：樹樂集 Treellage
- 2/15(六) 「2014臺北燈節」，地點：花博園區
- 4/04(五) 「White Lies白色謊言樂團2014世界巡迴台北場-暖場」，地點：The Park 公園展演空間
- 7/05(六) 「《為時間作過的註解》專輯首發場」，地點：THE WALL 公館

## 媒體報導
- re:public 記號士頁面 （页面存档备份，存于）
- 誠品專訪 （页面存档备份，存于）
- 開眼e週報[永久]
- 參與熱湯計畫報導
- 收錄於BARK雜誌2013/7月號合輯

## 外部連結
- facebook專頁 （页面存档备份，存于）
- youtube （页面存档备份，存于）
- 官網indievox